# مالك دلداري (مقاطعة فارياب)
مالك دلداري (بالإنجليزية: Tolombeh-ye Malek Daldari)‏ هي مستوطنة تقع في كرمان في إيران. يقدر عدد سكانها بـ 89 نسمة .